# Konrad Schmidbauer
Konrad Josef Schmidbauer (* 25. März 1895 in Cham; † 8. Mai 1945 in Obergern, Steinbichllehen bei Berchtesgaden) war ein deutscher Kriminalbeamter und SS-Führer.

## Leben

### Frühes Leben
Nach dem Schulbesuch meldete Schmidbauer sich als Siebzehnjähriger zum 1. Infanterie-Regiment „König“ der Bayerischen Armee. Mit diesem Regiment nahm er von 1914 bis 1918 als Angehöriger einer MG-Kompanie am Ersten Weltkrieg teil. Am 24. August 1914 wurde er in Gélancour schwer am Rücken verwundet. Im Krieg wurde er bis zum Vizefeldwebel befördert. Wenige Monate nach dem Ende des Krieges schied Schmidbauer im April 1919 offiziell aus dem Militärdienst aus.
Nachdem Schmidbauer bereits seit dem 4. Januar 1919 die Polizeischule besucht hatte, wurde er zum 1. April 1919 in die Schutzpolizei München aufgenommen. Wenige Monate später, am 4. Oktober 1919, heiratete er die verwitwete Barbara „Betty“ geb. Irthaler, verwitwete Ilges (* 18. Dezember 1889 in Grafing; † 7. April 1971 in München), die eine Tochter mit in die Ehe brachte.
Am 1. November 1928 trat Schmidbauer von der Schutzpolizei zur Kriminalpolizei über, in der er bis zum Jahr 1933 den Rang eines Kriminalinspektors erreichte.

### NS-Zeit
Am 24. März 1933 wurde Schmidbauer vom Polizeipräsidium München dem sogenannten Kommando zum Schutz des Führers (später in Kriminalkommando und noch später in Reichssicherheitsdienst umbenannt) zugeteilt, einer zu dieser Zeit auf Veranlassung von Heinrich Himmler neu gebildeten Einheit aus Angehörigen der bayerischen Polizei, die – zusammen mit dem sogenannten Führerbegleitkommando – für den Personenschutz Hitlers zuständig war. Während das Führerbegleitkommando vor allem aus „Rausschmeißer-Typen“ bestand, die Hitler bereits vor 1933 als Leibwächter um sich geschart hatte, bestand das von Johann Rattenhuber geführte Kriminalkommando aus Personenschützern mit professioneller polizeilicher Vorbildung in diesem Bereich, also kriminalistischen Experten, die den Nationalsozialisten nach dem Eintritt in die Staatsmacht zugänglich geworden waren. Schmidbauer hatte zunächst die stellvertretende Leitung des Kriminalkommandos inne, wurde nach einer Auseinandersetzung mit Rattenhuber im Jahr 1935 in dieser Position jedoch durch Peter Högl ersetzt.
Zum 1. Mai 1933 trat Schmidbauer in die NSDAP (Mitgliedsnummer 1.926.241) ein.
Am 1. Juli 1934 wurde Schmidbauer zusammen mit den übrigen Mitgliedern des Kriminalkommandos auf Anweisung Himmlers in die Schutzstaffel (SS) überführt. Sein Polizeirang wurde dabei, entsprechend dem Prinzip der Dienstgradangleichung, in den Rang eines SS-Obersturmführers umgerechnet (SS-Nummer 250.001). In den Folgejahren wurde Schmidbauer in der SS zum Hauptsturmführer (30. Januar 1937) und zum Sturmbannführer (1. März 1940) und als Kriminalbeamter zum Regierungsinspektor und Regierungsoberinspektor befördert.
In einem Dienstleistungszeugnis der 1930er Jahre wurde Schmidbauer wie folgt beurteilt:

„Schmidbauer, der die Fachprüfung für den Kriminal- und Schutzpolizeidienst im Jahre 1933 mit der Hauptnote II bestanden hat, wird als ein Beamter beurteilt, der stets auf seine Weiterbildung bedacht ist und durch seine Kenntnissnahme und Geschäftsgewandtheit sich unbedingt zum Vorgesetzten eignet. […] [Er] nicht nur das Vertrauen seiner Vorgesetzten, sondern auch in hohen Maße das des Führers und Reichskanzlers erworben.“

Bei Kriegsende hatte Schmidbauer, der auch Inhaber des Julleuchters und Träger des SS-Totenkopfringes war, seinen Wohnsitz in München Waldtrudering Häherweg 34/I.
Schmidbauer erschoss sich am Tag des Kriegesende, dem 8. Mai 1945, durch Kopfschuss.

## Archivalien
- Bundesarchiv: SS-Führerpersonalakte für Konrad Schmidbauer.